# Котенёв, Анатолий Владимирович
Анато́лий Влади́мирович Котенёв (род. 25 сентября 1958, Сухуми, Абхазская АССР, Грузинская ССР, СССР) — советский, белорусский и российский актёр театра и кино; заслуженный артист Республики Беларусь (2012). Вице-президент Белорусской гильдии актёров кино.

## Биография

### Ранние годы
Анатолий Котенёв родился 25 сентября 1958 года в городе Сухуми Абхазской АССР. Отец работал машинистом, а мать — воспитателем в детском саду. Через год после его рождения вся семья переехала в город Невинномысск Ставропольского края.
В седьмом классе увлёкся театром. Первые его выступления проходили в театре миниатюры и эстрады при Дворце культуры города Невинномысска.
После окончания средней школы работал на заводе, где получил профессию токаря-расточника.
Через некоторое время поступил в Свердловское театральное училище. После первого курса там же, на Урале, был призван на военную службу в ряды Советской армии. Вернувшись со службы, отправился в Москву поступать в театральный институт.
В 1980 году поступил, а в 1984 году окончил актёрский факультет Школы-студии (института) имени Вл. И. Немировича-Данченко при Московском Художественном академическом театре имени А. П. Чехова (руководитель курса — Иван Михайлович Тарханов), где учился вместе с Сергеем Гармашом, Игорем Верником, Юлией Жжёновой, Владимиром Ершовым, Владимиром Большовым.

### Карьера
Ещё будучи студентом, дебютировал в трёхсерийном телевизионном фильме «Неизвестный солдат» (1984), снятом режиссёром Григорием Ароновым по одноимённой повести и сценарию Анатолия Рыбакова.
После окончания института был утверждён на роль в художественном фильме Виталия Дудина «Матрос Железняк» (1985). Популярность ему принесла главная роль морского офицера Бориса Шубина в многосерийном военно-историческом художественном фильме «Секретный фарватер» (1986) режиссёра Вадима Костроменко.
В Белоруссию Анатолий Котенёв приехал по приглашению Бориса Ивановича Луценко, который руководил в ту пору Театром-студией киноактёра (1982—1991) в Минске.
Анатолий Котенёв — один из самых известных и узнаваемых белорусских актёров, на сегодняшний день снялся в более чем 150 фильмах и телесериалах.
В 1997 году на Международном актёрском кинофестивале «Стожары» в Киеве Анатолий Котенёв был удостоен приза за лучшую мужскую роль в короткометражном фильме «Чёрный ящик». В этом же году завоевал диплом и специальный приз на Минском международном кинофестивале «Лістапад» за роль в фильме «Бег от смерти».

### Личная жизнь
В 1989 году Анатолий Котенёв женился на студентке Минского театрального института Светлане Боровской (род. 1969), сейчас она — ведущая Государственного телеканала «Беларусь 1» в Минске. В 2014 году брак закончился разводом.
- Сыновья: Владимир (род. 19 августа 1989) и Клим (род. 11 марта 1998)

Со второй женой, актрисой и театральным продюсером Еленой Карпович (род. 7 июля 1975 г.) Анатолий познакомился на съемках сериала «Ундина» в 2003 году. В этом браке в 2019 году родилась дочь Софья.
Анатолий Котенев увлекается рисованием, рыбалкой, изготовлением ювелирных изделий.

## Фильмография
1. 1984 — Острова на далёких озёрах — эпизод
2. 1984 — Неизвестный солдат — Андрей
3. 1985 — Друзей не выбирают — Матвей
4. 1985 — Снайперы —
5. 1985 — Матрос Железняк — Анатолий Железняк, матрос
6. 1986 — Нас водила молодость — Алексей Сергеевич Шебуров, командир полка Красной армии
7. 1986 — Человек, который брал интервью —
8. 1986 — Секретный фарватер — Борис Иванович Шубин, командир звена торпедных катеров
9. 1987 — Отряд специального назначения — Ян Каминский
10. 1988 — Вы чьё, старичьё? — Андрей Букин, жених Валентины
11. 1988 — Сержант (в составе киноальманаха «Мостик») — сержант Шлыков
12. 1988 — Частный визит в немецкую клинику — Тишков
13. 1988 — Передай дальше — Владимир
14. 1988 — Свой крест — Фёдор
15. 1989 — Дежа вю — Владимир Владимирович Маяковский, поэт
16. 1989 — Наваждение — Юрий Степняк
17. 1990 — Гол в Спасские ворота — Всеволод Лосев, ведущий футболист сборной СССР
18. 1991 — Иван Фёдоров (Откровение Иоанна Первопечатника) — Василий, игумен
19. 1991 — Человек со свалки — Герасим Дягилев
20. 1992 — Белое озеро — дежурный
21. 1992 — Звезда шерифа — Фрэнк Анджели
22. 1993 — Стамбульский транзит — Виктор Звягин, капитан милиции
23. 1995 — Чёрный ящик (короткометражный фильм) — инвалид-ветеран афганской войны
24. 1995 — Четвёртая планета — Сергей Беляев, полковник, командир космического корабля (роль озвучил Валерий Кухарешин)
25. 1996 — Бег от смерти — Олег Игнатович, полковник милиции
26. 1996 — Птицы без гнёзд — майор
27. 1996 — Из ада в ад — эпизод
28. 1996 — Дезертир — Игорь Скворцов («Скиф»)
29. 1996 — Любить по-русски 2 — Андрей Николаевич Рубашкин, полковник
30. 1998 — Контракт со смертью — генерал
31. 1998 — Охота жить —
32. 1999 — Любить по-русски 3. Губернатор — Андрей Николаевич Рубашкин, генерал
33. 1999 — Казачья быль — Данила, атаман (роль озвучил Леонид Белозорович)
34. 1999 — 2000 — Каменская (фильм № 4 «Смерть ради смерти») — офицер контрразведки
35. 2001 — Поводырь — эпизод
36. 2001 — Побег из ГУЛага — Каменев, старший лейтенант
37. 2002 — Между жизнью и смертью — Серый
38. 2003 — Лучший город Земли — зоотехник
39. 2003 — Оперативный псевдоним — Владимир Савченко («Спец»), майор КГБ в отставке
40. 2003 — 2004 — Ундина — Андрей Таранов
41. 2003 — Благословите женщину — полковник
42. 2004 — Красная площадь — Аверьянов, майор
43. 2004 — Слепой — Илларион Романович Забродов
44. 2004 — Игра на выбывание — начальник охраны Молотова — Баев Анатолий Васильевич
45. 2004 — Покушение — начальник службы безопасности
46. 2005 — Атаман — Снытко
47. 2005 — Лига обманутых жён — генерал
48. 2005 — Служба 21, или Мыслить надо позитивно — ректор института
49. 2005 — Евлампия Романова. Следствие ведёт дилетант (фильм № 5 «Обед у людоеда») — Леонид Дубовский
50. 2005 — Убойная сила 6 (серия «Казачий разъезд») —  Седых
51. 2005—2007 — Обречённая стать звездой — Руслан Баринов, нефтяной магнат
52. 2006 — Прорыв — Александр Казаков, генерал-лейтенант
53. 2006 — Последняя исповедь — Рыкин, полицай
54. 2006 — Студенты — отец
55. 2006 — Аэропорт 2 (серия № 28 «Портретное сходство») — Сергей Иванович, отец Яны
56. 2006 — Конец света — главный врач клиники «Эко»
57. 2006 — Джоник — Евгений, лётчик
58. 2006 — Гражданин начальник 3 (серия № 12) — Борис Борисович Малютин, начальник ФСБ
59. 2006 — За всё тебя благодарю — начальник следственного отдела
60. 2006 — Бешеная (фильм № 2 «Обряд посвящения») — Матвеев, охранник
61. 2006 — Жажда экстрима — мэр города
62. 2006 — Буровая — начальник буровой
63. 2006 — Девы ночи — бизнесмен
64. 2006 — Код Апокалипсиса — генерал ФСБ
65. 2006 — Любовь на асфальте — отец
66. 2007 — Трое сверху — отец
67. 2007 — Колдовская любовь — Игнат, директор лесопилки
68. 2007 — 07-й меняет курс — Трофимов, генерал-лейтенант
69. 2008 — История любви, или Новогодний розыгрыш — дядя Коля
70. 2008 — Ставка на жизнь — Игорь Павлович Брагин, отец Елизаветы
71. 2008 — Синяя борода — Борис, начальник службы безопасности
72. 2009 — 1941 — Пётр Иванович, отец Григория и Ивана
73. 2009 — Покушение — Отто Скорцени, немецкий диверсант, оберштурмбаннфюрер СС
74. 2009 — И была война — старшина
75. 2009 — Самая счастливая — Владимир Морозов, отец Марины
76. 2010 — Садовник — Колосов, генерал
77. 2010 — Адвокатессы — Михаил Львович, директор лицея
78. 2010 — Катино счастье — Иван Павлович Дёмин, доктор
79. 2010 — Моя любовь — Роман Романович Теслов, бизнесмен
80. 2010 — Рысь — Бессонов, полковник
81. 2010—2011 — Институт благородных девиц — Дмитрий Зотов, профессор
82. 2011 — Лучший друг семьи — Сергей Антонов
83. 2011 — Всё, что нам нужно… — Сергей Владимирович Набережный, генерал-лейтенант
84. 2011 — Трофейное дело маршала Жукова — Георгий Константинович Жуков, маршал Советского Союза
85. 2011 — Лесник — Михаил Александрович Шагалов, глава местной администрации
86. 2011 — Сделано в СССР — Егоров
87. 2012 — Русалка — Анатолий Сергеевич Светличный, бизнесмен, отец Олега и Кирилла
88. 2012 — Схватка — Григорий Полунин, шеф-повар, отец Анастасии
89. 2012 — Фантом — Георгий Градов, генерал-полковник, руководитель военной разведки ФСБ
90. 2012 — Не уходи — Мохов, мэр города, племянник пациентки клиники Антонины Степановны Моховой
91. 2012 — Метро — мэр Москвы
92. 2012 — СК / Следственный комитет (серии № 21—22) —  Игорь Александрович Громов, первый заместитель губернатора Орловской области
93. 2013 — Нахалка — Трофим Иванович Зотов, золотодобытчик
94. 2013 — Женский доктор 2 (Украина) — Николай Тимофеевич Ракитин, генерал, отец Ольги
95. 2013 — Берега моей мечты — Владимир Семёнович Крылов, контр-адмирал
96. 2013 — Следователь Протасов — Борис Борисович Бубнов, генерал
97. 2013 — Время дочерей — Сергей Васильевич Ковтун, олигарх
98. 2014 — Племяшка — Юрий Шалимов, отец Татьяны
99. 2014 — Викинг 2 — Николай Фёдорович Сыромятников, начальник следственного отдела
100. 2015 — Воронины (серия № 341) — Павел Галанов, генерал-майор полиции
101. 2015 — Главный — Леонид Ильич Брежнев
102. 2015 — Солнце в подарок — Павел Александрович Елисеев, нейрохирург, владелец клиники, отец Андрея
103. 2015 — Капкан для звезды — Аристарх Семёнович Ивлев, полковник
104. 2015 — Кости — Сергей Гусев, сотрудник ФСБ
105. 2016 — Экспресс-командировка — Олег Игоревич Игнатьев, владелец холдинга, отец Екатерины
106. 2016 — Дом на краю леса — Николай Васильевич Гурьев, крупный бизнесмен, муж Ирмы Альбертовны
107. 2016 — Когда я брошу пить… — Горбулин, полковник
108. 2016 — 2019 — Куба — Юрий Эдуардович Елизаров, криминальный бизнесмен
109. 2017 — Время первых — Николай Петрович Каманин, генерал-полковник авиации
110. 2017 — Мой лучший враг — Юрий Юрьевич Игнатьев, совладелец крупной корпорации вместе со своим другом Игорем Васильевичем Бондаревым
111. 2017 — Смягчающие обстоятельства — Илья Ильич Павленко, мэр города
112. 2017 — Счастье из осколков — Борис Архипович Журавлёв, бизнесмен, отец Жанны
113. 2017 — Шуберт — Андрей Южанов, террорист
114. 2018 — Джокер. Охота на Зверя — мэр Торбинска
115. 2018 — Большое небо — Виктор Павлович, министр гражданской авиации СССР
116. 2018 — 2019 — Женская версия — Зуев
117. 2019 — Юморист — генерал Ясенев
118. 2019 — Водоворот — Калинин
119. 2019 — Зорге — Ян Карлович Берзин, армейский комиссар 2-го ранга
120. 2019 — По разным берегам (Украина) — Егор Иванович Шестаков, фермер, отец Насти
121. 2019 — Андреевский флаг — командующий Балтийским флотом, адмирал
122. 2020 — Беспринципные — Геннадий Валентинович
123. 2021 — Уличное правосудие — Давыдов, полковник полиции, начальник РОВД
124. 2022 — Папы — генерал
125. 2022 — Ловец снов — Олег Егорович Красовский
126. 2022 — Корона — Борис Ельцин, первый президент Российской Федерации
127. 2024 — ГДР — Борис Ельцин
128. 2024 — Варшава 21 — Игорь Конобеев, русский посол в Варшаве
129. 2024 — Молодёжка. Новая смена — председатель комиссии Межрегиональной федерации хоккея
130. 2025 — Северный полюс — маршал Малиновский